# PGC 212995
LEDA/PGC 212995 ist eine Galaxie im Sternbild Dreieck am Nordsternhimmel. Sie ist schätzungsweise 219 Millionen Lichtjahre von der Milchstraße entfernt und bildet gemeinsam mit NGC 931 ein gebundendes Galaxienpaar.
Im selben Himmelsareal befinden sich u. a. die Galaxien NGC 917, NGC 940, PGC 9400, PGC 1940419.